# Manuel Maples Arce
Manuel Maples Arce (Papantla, Veracruz, México, 1898 – 1981) foi um poeta, advogado, diplomata e escritor mexicano, fundador do movimento vanguardista Estridentismo na década de 1920. Considerado o máximo representante deste movimento.

## Biografia
Manuel Maples Arce realizou seus estudos de direito na Cidade do México e, em 1925, foi nomeado secretário-geral do governo de Veracruz. Ocupou vários cargos diplomáticos na Europa e América-Latina. Maples Arce se deu a connhecer como poeta em obras como "Rag", Tintas de abanico (1920) e Andamios interiores (1922), con a qual inicia o estridentismo, e Urbe (1924), que ele qualificou como “Super-poema bolchevique en cinco cantos”. Seu compromiso radical não se apagou depois da II Guerra Mundial e sua obra entrou em um realismo social mais comprometido, se é possível, que na etapa vanguardista. O que mudou foi sua visão e esperança, que se fizeram mais sombrias. Assim se vê em "Memorial de la sangre" (1947) e em "La semilla del tiempo" (1971), obra em que recolhe poemas de distintas épocas de sua vida. Em prosa escreveu sua auto-biografia: A la orilla de este río (1964). Entre seus ensaios sobre literatura e arte se destacam: El paisaje en la literatura mexicana (1944), El arte mexicano moderno (1945), Incitaciones y valoraciones (1957) e Ensayos japoneses (1959).

## Repercussão internacional de sua obra
O "Super-poema bolchevique em cinco cantos", traduzido em inglês por John Dos Passos, foi editada em 1929 pela  T.S. Book Company de Nova Iorque, com outro título, "Metrópole". Possivelmente, este é o primeiro livro de poesia de um mexicano, e o primeiro da vanguarda de idioma castelhano, traduzido para o inglês.

## Fonte da tradução
- Este artigo foi inicialmente traduzido, total ou parcialmente, do artigo da Wikipédia em castelhano cujo título é «Manuel Maples Arce».